# Владимирский дворец
Владимирский дворец — резиденция великого князя Владимира Александровича, расположенная в Санкт-Петербурге (Дворцовая набережная, 26).

## История

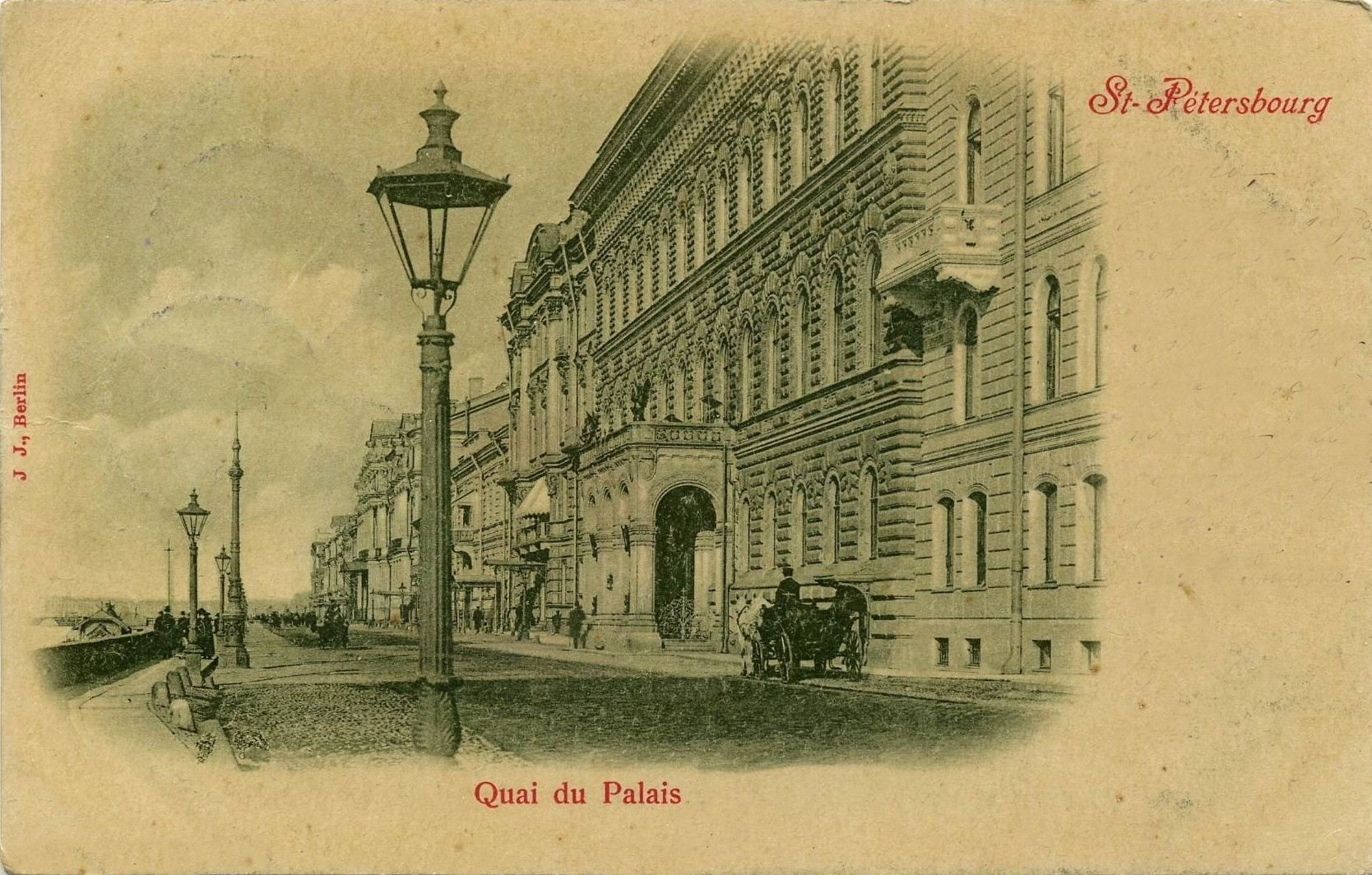
Владимирский дворец. Примерно 1880-е годы

В 1720—1862 годах на месте дворца располагался особняк, который неоднократно перестраивался. В нём жили последовательно И. А. Мусин-Пушкин, И. А. Остерман, Н. В. Репнин, И. П. Кутайсов, Д. П. Волконский, А. де Коленкур, а с 1841 года размещалась рота дворцовых гренадер. В 1862 году было принято решение о сносе старого здания и сооружении дворца для великого князя Владимира Александровича.
Дворец был сооружён по проекту архитектора А. И. Резанова в 1867—1868 годах, однако ещё несколько лет, до 1874 года, продолжалось оформление помещений.
В мае 1917 года во дворце разместилась комиссия Красного креста по делам военнопленных, с октября 1917 года — правление Союза международных торговых товариществ, с октября 1918 года — театральный отдел Наркомпроса, а в 1919 году — издательство «Всемирная литература».
С 1920 года дворец занимает «Дом учёных имени М. Горького».

## Характеристика
Фасад дворца оформлен в стиле неоренессанса, интерьеры, согласно эстетике периода историзма, — в разных неостилях: необарокко, неорококо, неоготическом, русском, «мавританском стиле».

Детали интерьера
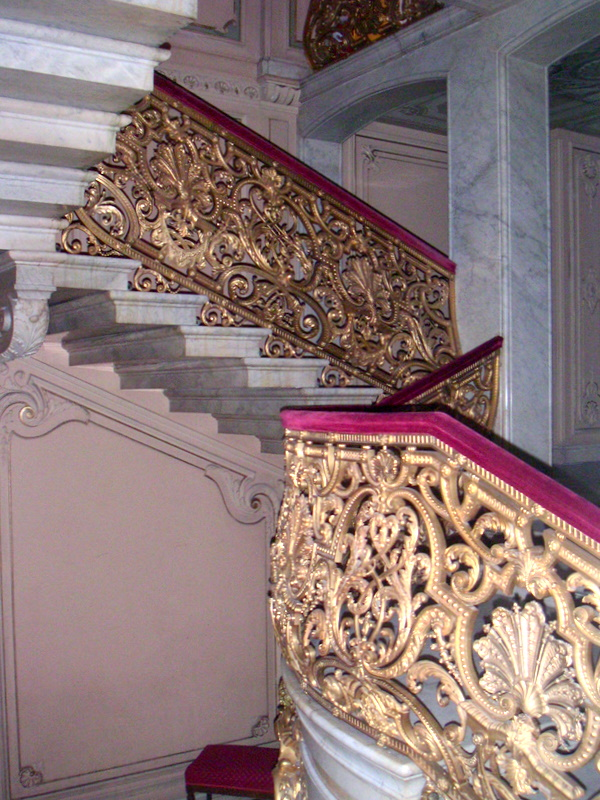
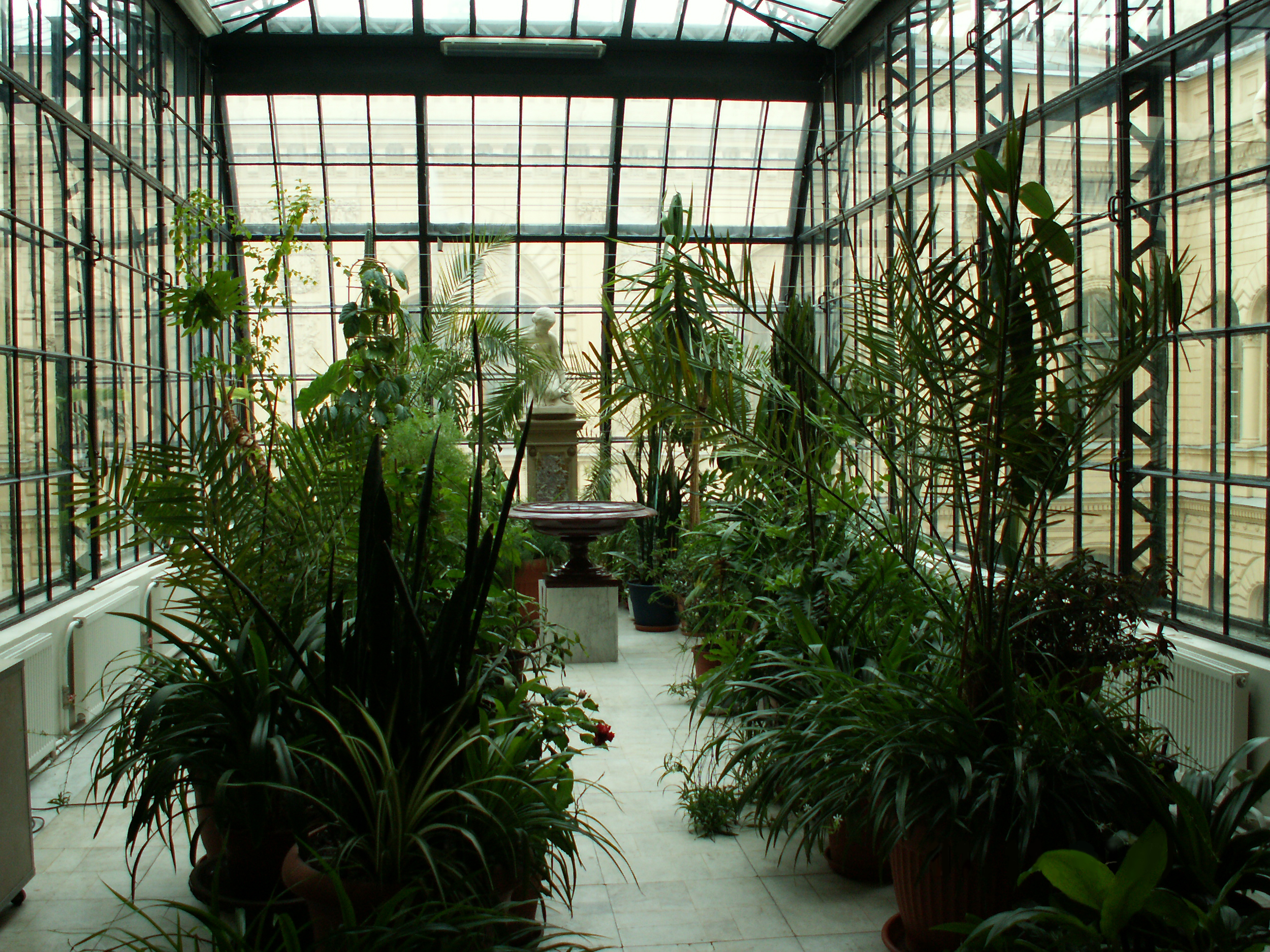
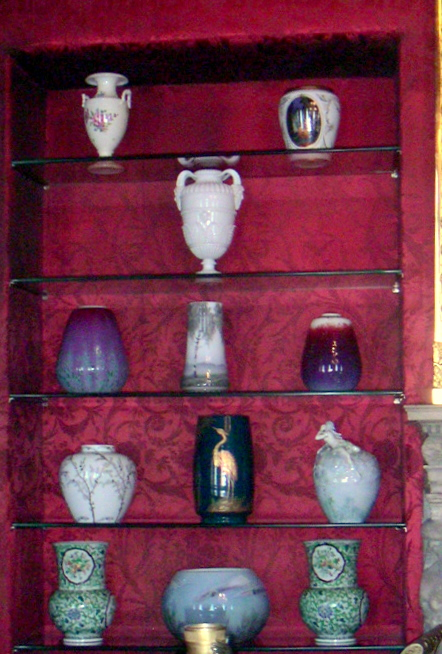
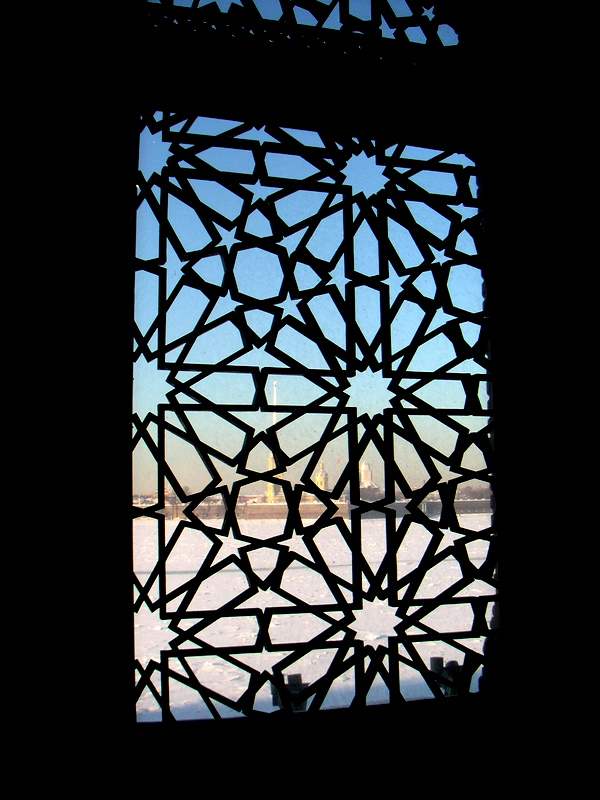
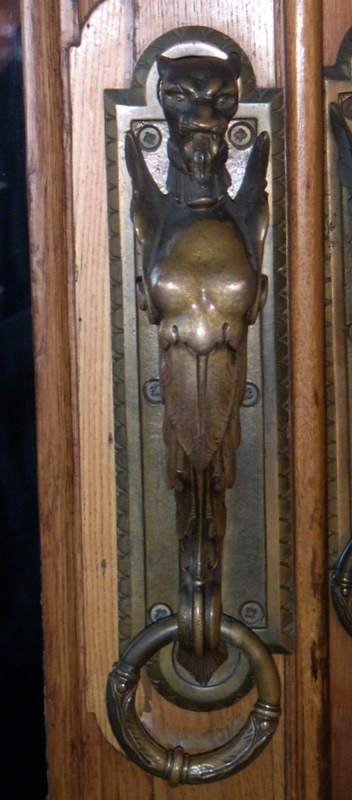
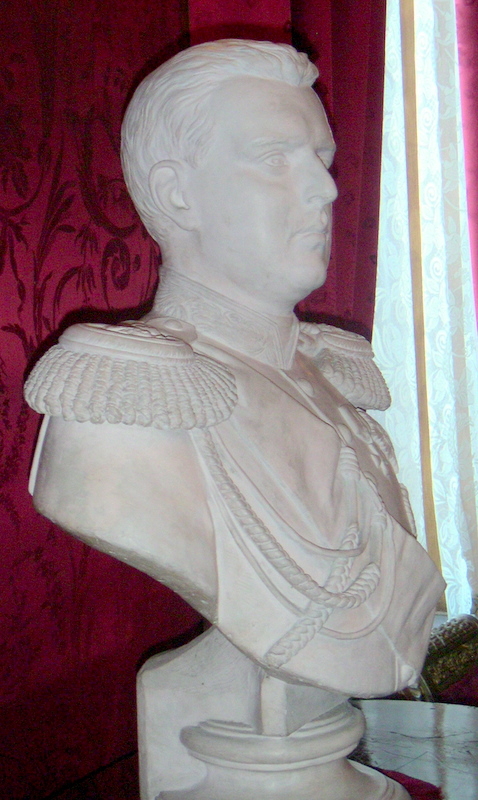
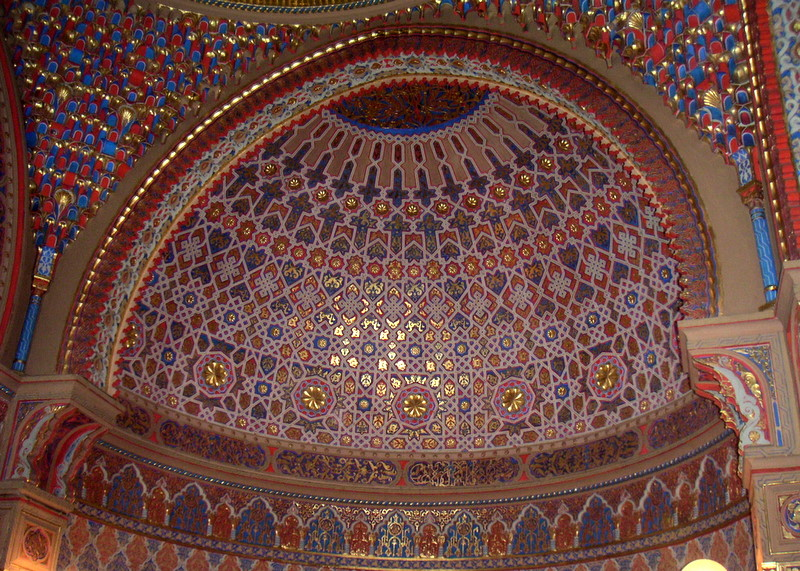
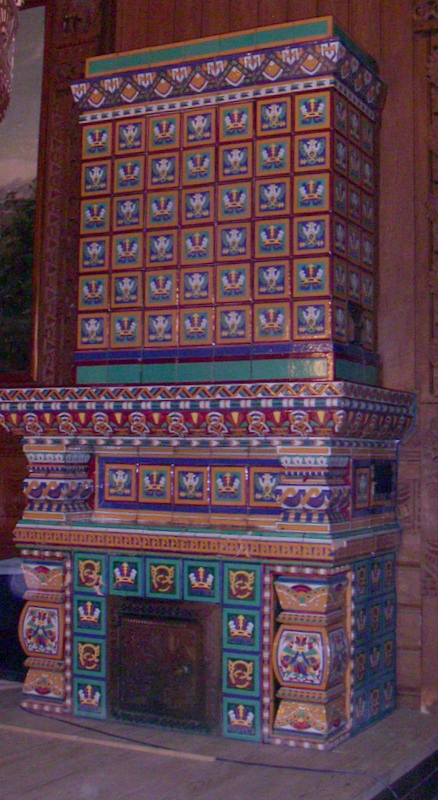